# 梶本レイカ
梶本 レイカ（かじもと レイカ）は、日本の漫画家。主にボーイズラブ系作品を執筆。
2010年『ミ・ディアブロ』で商業デビュー。『高3限定』『コオリオニ』で高い評価を得るも、2016年春・活動停止を発表。その年の12月に『ゴーゴーバンチ』（新潮社）に『悪魔を憐れむ歌』を掲載し活動復帰。

## 作品リスト
- ミ・ディアブロ（全1巻、ふゅーじょんぷろだくと）
- 高3限定（全3巻、ふゅーじょんぷろだくと）
- Call me,Call.（ソフトライン、東京漫画社）
- コオリオニ（既刊上下巻、ふゅーじょんぷろだくと）
- 悪魔を憐れむ歌（『ゴーゴーバンチ』Vol.14 - vol.21→『月刊コミックバンチ』2018年6月号 - 2019年7月号、全19話、既刊4巻。2024年8月に完結5巻を作者が自主制作で発表）
- ボイスコミック版・悪魔を憐れむ歌（作者自ら編集を手掛けるボイスコミック。第1話公開中）